# Xã Rosedale, Quận Hanson, Nam Dakota
Xã Rosedale (tiếng Anh: Rosedale Township) là một xã thuộc quận Hanson, tiểu bang Nam Dakota, Hoa Kỳ. Năm 2010, dân số của xã này là 394 người.